# Школа в Большом Ясневе
Школа в Большом Ясневе — здание в стиле модерн, предположительно, 1912 года постройки, находящееся по адресу: Ивановская область, Вичугский район, Сунженское сельское поселение, деревня Яснево Большое.

## История
Вероятно, изначально проект здания предполагал вокзал, однако железную дорогу к этому месту не провели, и позже вплоть до 1990-х гг. здесь размещалась школа. В настоящий момент участок с домом принадлежит частному лицу.

## Архитектура
Здание представляет собой образец провинциального модерна. Композиция состоит из двух перпендикулярных объемов. Декор экстерьера включает элементы русского стиля, хотя этот памятник лишь условно можно отнести к какому-либо направлению.
Мотив стилизации проявляется в одиночных квадратных вставках по числу окон, оконном фартуке и зубчатом карнизе по периметру здания. Карниз (поясок) прорезает большие окна первого этажа. Формы окон чередуются: они и полукруглые, и прямые, а над арочным крыльцом по обеим сторонам от парного окна присутствуют два шестигранных окна.
Парадный вход обозначен арочным крыльцом с массивными бочками (кубышками). Фасад со стороны парадного входа симметричен относительно центральной вертикали: линия над крыльцом делит закругленное окно, объединенное наличником, и треугольное мансардное окно. По бокам от него расположены два круглых слепых окна. Выходящее на дорогу боковое крыльцо обозначено кубышками, имеет облегченные окнами стены и высокую шатровую крышу. По обеим сторонам от крытого входа окна имеют подобие килевидного кокошника и зубчатый фартук.
Фасад второго объема здания кажется более удачным: широкие полукруглые окна обрамлены подобием арок (дугами), которые завершаются зубчатым карнизом. Между окнами под деталями карниза находятся квадратные выемки. Крыша отделена от плоскости фасада двойным карнизом: ступенчатым и зубчатым. Над окнами также присутствуют детали как бы разорванного фартука, который визуально смягчает уровневый переход между двумя фасадами здания. Уровень окон второго объема здания выше, чем в первом. На этом фасаде наблюдается единство форм, в то время как в экстерьере первого объема присутствует больше различных декоративных элементов.
Интерьер неизвестен.
- Парадный фасад
- Вид на второй фасад
- Вид на боковое крыльцо со стороны трассы